# Hans Kapfinger
Johannes Evangelist Kapfinger (* 27. Dezember 1902 in Adldorf bei Landau an der Isar; † 28. Juli 1985 in Passau) war ein deutscher Zeitungsverleger. Er gründete die Tageszeitung Passauer Neue Presse.

## Leben
Der Sohn eines Postschaffners besuchte das Gymnasium Leopoldinum in Passau als auch das Gymnasium im Kloster Schweiklberg und studierte Philosophie, Rechtswissenschaften und Volkswirtschaft in München. 1927 wurde er mit einer Arbeit über den politischen Katholizismus zum Dr. phil. promoviert. Kapfinger arbeitete danach ab 1927 als Redakteur beim Straubinger Tagblatt. Kapfinger positionierte sich dort anfangs noch als lautstarker Unterstützer der BVP, glich diese Linie nach der Machtübernahme aber schnell an die neuen Verhältnisse an und begrüßte beispielsweise die Verfolgung von Kommunisten und Juden durch die Nazis. Trotz dieses Umschwenkens wurde der als politisch unzuverlässig geltende Kapfinger im Mai 1933 festgenommen. Er kam – wohl auf Initiative einflussreicher Freunde – nach kürzester Zeit wieder frei. Während der Zeit des Nationalsozialismus war er Vertriebs-, Anzeigen- und Werbeleiter in Coburg, Bamberg, Lichtenfels, Leipzig und Berlin.
Seit Juli 1945 arbeitete er für die Berliner Zeitung. Noch im selben Jahr kehrte er nach Bayern zurück. 1946 erhielt er in Passau von den amerikanischen Besatzern die Lizenz für eine Tageszeitung, da er als NS-Verfolgter eingestuft wurde. Angeblich gehörte er einer Widerstandsgruppe „Aktion Riemenschneider“ an, was später allerdings bezweifelt wurde. Am 5. Februar 1946 erschien die erste Ausgabe der von ihm herausgegebenen Passauer Neuen Presse.
Zweifelhaft erscheint Kapfingers Rolle im Dritten Reich. Er soll Grundstücke jüdischer Eigentümer, die im Rahmen der „Arisierung“ beschlagnahmt worden waren, unter Marktwert erworben haben. Laut einem rechtskräftigen Urteil des Amtsgerichts München ist es erweislich wahr, dass Kapfinger sich als „Angehöriger eines bevorzugten Personenkreises an beschlagnahmtem jüdischen Besitz bereichert“ habe. In einem anderen Urteil hat das Landgericht Passau die von dem damaligen SPD-Bundestagsabgeordneten und späteren Bundeskanzler Helmut Schmidt aufgestellten Behauptungen, „daß Kapfinger sich damals [nach dem Einmarsch der Russen] aus den Häusern ehemaliger Nationalsozialisten wertvolle Möbel, Teppiche und sonstige Einrichtungsgegenstände in sein Haus tragen ließ“, als erwiesen bestätigt.
Kapfingers kämpferisches Eintreten für konservativ-katholische Werte rief den Widerspruch liberaler Kreise hervor. Der Verleger galt in Bayern lange Jahre als Prototyp des klerikalen Konservativen. Er unterstützte in seinen Zeitungsartikeln die Politik von Bundeskanzler Konrad Adenauer. 1960 trat er als Chefredakteur zurück, blieb aber weiterhin Herausgeber. 1961 wurde ihm eine Verstrickung in die Fibag-Affäre nachgesagt. 1961/62 gab er in München das Nachrichtenmagazin Aktuell heraus. Dies war als Konkurrenz zum Nachrichtenmagazin Der Spiegel gedacht, der auf dessen Titelseite der Ausgabe 11 vom 14. März 1962 Kapfinger abbildete.
Kapfinger, der als Freund von Franz Josef Strauß galt, kritisierte ab 1969 vehement in zahlreichen Zeitungsartikeln die Politik der sozialliberalen Bundesregierung.
Er war seit 1928 mit Maria Schuberth verheiratet und wurde Vater seines Sohnes Heinz. Im Alter von 80 Jahren heiratete er Edith Berger. In Passau sind die Dr.-Hans-Kapfinger-Straße und das Studentenwohnheim Kapfinger-Wohnheim nach ihm benannt. Die Zeitung erscheint heute in der Verlagsgruppe Passau (VGP), die mittlerweile der Familie des ehemaligen Zahnarztes und heutigen Verlegers Axel Diekmann gehört.

## Stiftungsgründung
1967 gründete Kapfinger die Dr. Hans Kapfinger-Stiftung, heute Stiftung der Passauer Neuen Presse oder kurz PNP Stiftung als rechtsfähige Stiftung des bürgerlichen Rechts. Als Stiftungszweck werden in der Satzung unter anderem die Fortführung der Passauer Neue Presse, die Unterstützung ihrer alten, ehemaligen Angehörigen und die Förderung des journalistischen Nachwuchses im Verbreitungsgebiet der Passauer Neuen Presse genannt.

## Stasi-Kontakte
Die Stasi arbeitete im Bundestagswahlkampf 1961 in der Bundesrepublik gegen den Aufstieg Willy Brandts und munitionierte zu diesem Zweck politisch Rechte. Schlüsselfiguren dabei waren Kapfinger und der Publizist Hans Frederik, die beide Kontakte zur Stasi hatten.
Stasi-Chef Markus Wolf thematisierte die Kontakte Kapfingers in seinen Memoiren.

## Auszeichnungen
- Ehrenbürger der Stadt Passau (1971)
- Ehrenbürger der Stadt Freyung (1971)
- Bürgermedaille der Stadt Passau (1977)
- Großes Verdienstkreuz der Bundesrepublik Deutschland (1978)
- Großes Verdienstkreuz mit Stern der Bundesrepublik Deutschland (1981)
- Bayerischer Verdienstorden